# Вікно Снеліуса

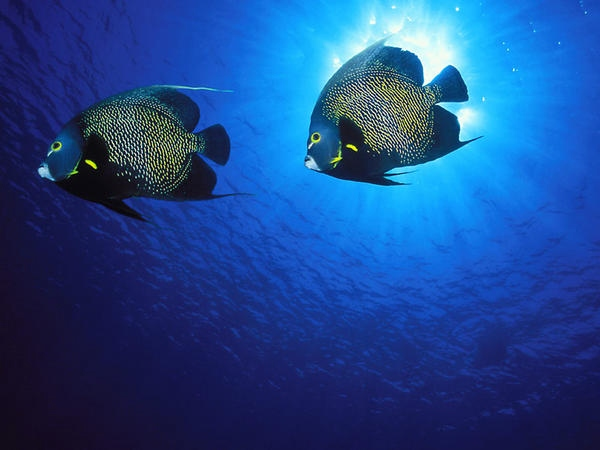
Риби у вікні Снелла, вигляд з-під води, за однією з риб видно яскраве сонячне світло.

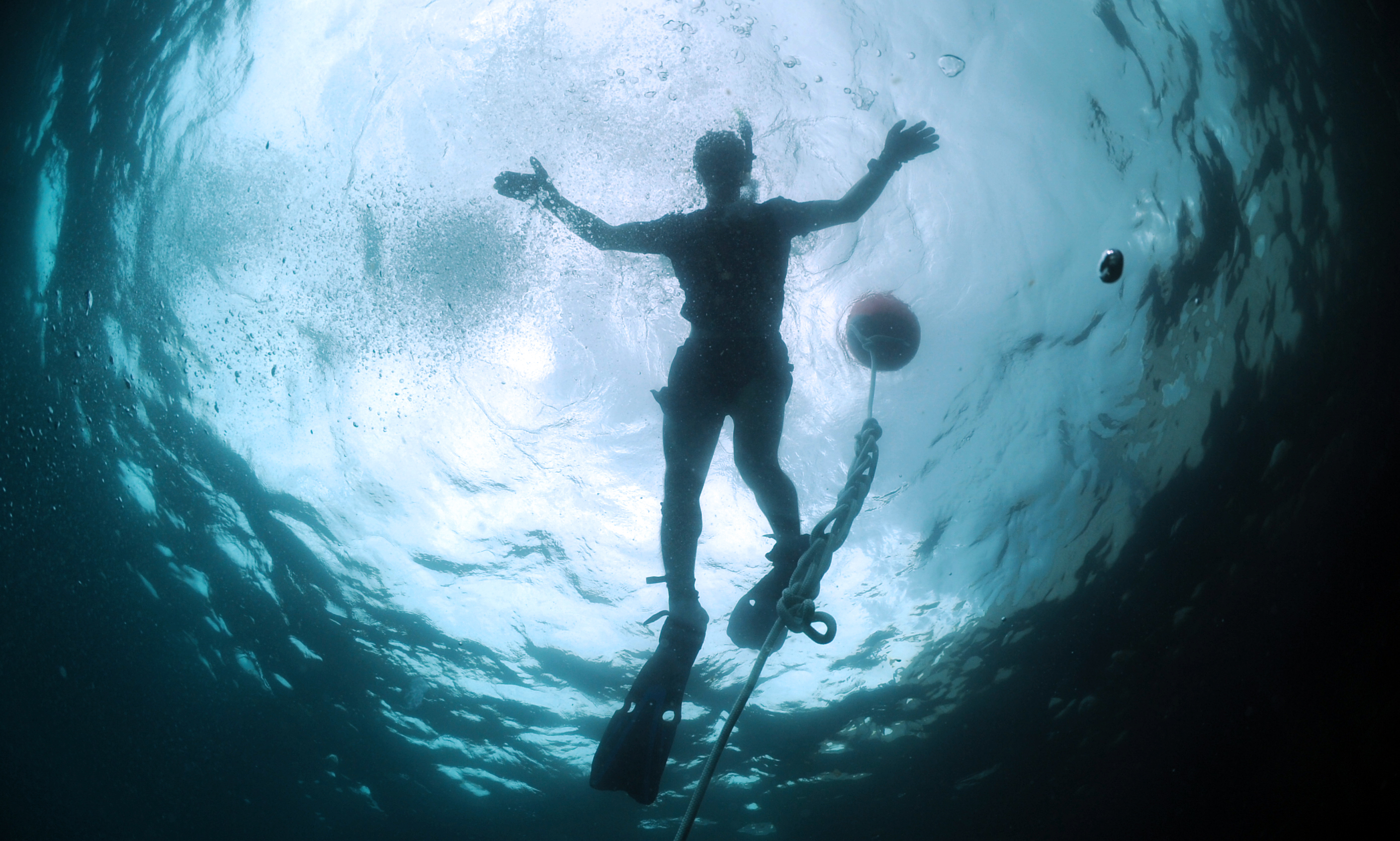
Людина у вікні Снелла, вигляд з-під води.

Вікно Снелла — феномен, який полягає в тому, що спостерігач, який знаходиться під водою, глянувши вгору, бачить освітлений круг, за межами якого вода темніша. Якщо хвиль на поверхні води немає, то в цьому колі буде видно надводний світ. За межами цієї області буде видно тільки відображення підводних об'єктів. Кут огляду, під яким спостерігач бачить світлий круг, практично постійний для різних глибин (глибина гарної видимості, очевидно, обмежується прозорістю води) і становить близько 90 градусів. Це оптичне явище обумовлено рефракцією світла, що потрапляє у воду, і описується законом заломлення світла. В цьому законі треба встановити кут падіння рівним 90°, показник заломлення середовища, з якого світло падає на межу розділу — рівним показнику заломлення повітря (тобто приблизно 1). Для шуканого кута {\displaystyle A\,} тоді отримуємо формулу:
{\displaystyle A=2\arcsin 1/n\,}, де {\displaystyle n\,} — показник заломлення середовища, в якому знаходиться спостерігач
Підставивши в цю формулу показник заломлення води (приблизно 1,33), можна отримати теоретичний кут огляду в 97,5°. На практиці цей кут додатково залежить від різних факторів і тому буває дещо менше — близько 90°.
В ідеальних умовах риба або людина, що дивляться вгору на поверхню з-під води бачать в освітленому колі всю надводну півкулю від горизонту до горизонту — «вікно Снелла» внаслідок заломлення світла на межі повітря-вода «стискає» кут огляду 180° в кут огляду 97,5°.

Хід променів біля границі розділу двох середовищ з різною оптичною густиною. Око спостерігача позначено синьою точкою. Сині лінії позначають хід променів, які проходять границю розділу та заломлюються, а також хід променів, які зазнають повне внутрішнє відбиття і тому завжди залишаються по один бік від границі розділу.